# Кейнянен, Вяйнё
Вяйнё Олоф Кейнянен (фин. Väinö Olof Keinänen; 4 июля 1879, Гельсингфорс — 13 июля 1948, Хельсинки) — финский архитектор.

## Биография
Родился в семье художника Августа Кейнянена. В 1899 году окончил лицей Рессу (Ressun lukio) в Хельсинки, а через четыре года Хельсинкский политехнический институт по специальности архитектура. Работал в различных архитектурных фирмах Хельсинки, также преподавал в высшей школе искусств, дизайна и архитектуры. Затем переехал в Выборг, где преподавал в Выборгском ремесленном училище (Viipurin käsityöläiskoulu). В 1928 году сменил Пааво Уотилу на посту главного архитектора Выборга. Проработал на этой должности пять лет, пока его не сменил У. Ульберг. В дальнейшем занимался частной архитектурной практикой.

## Постройки

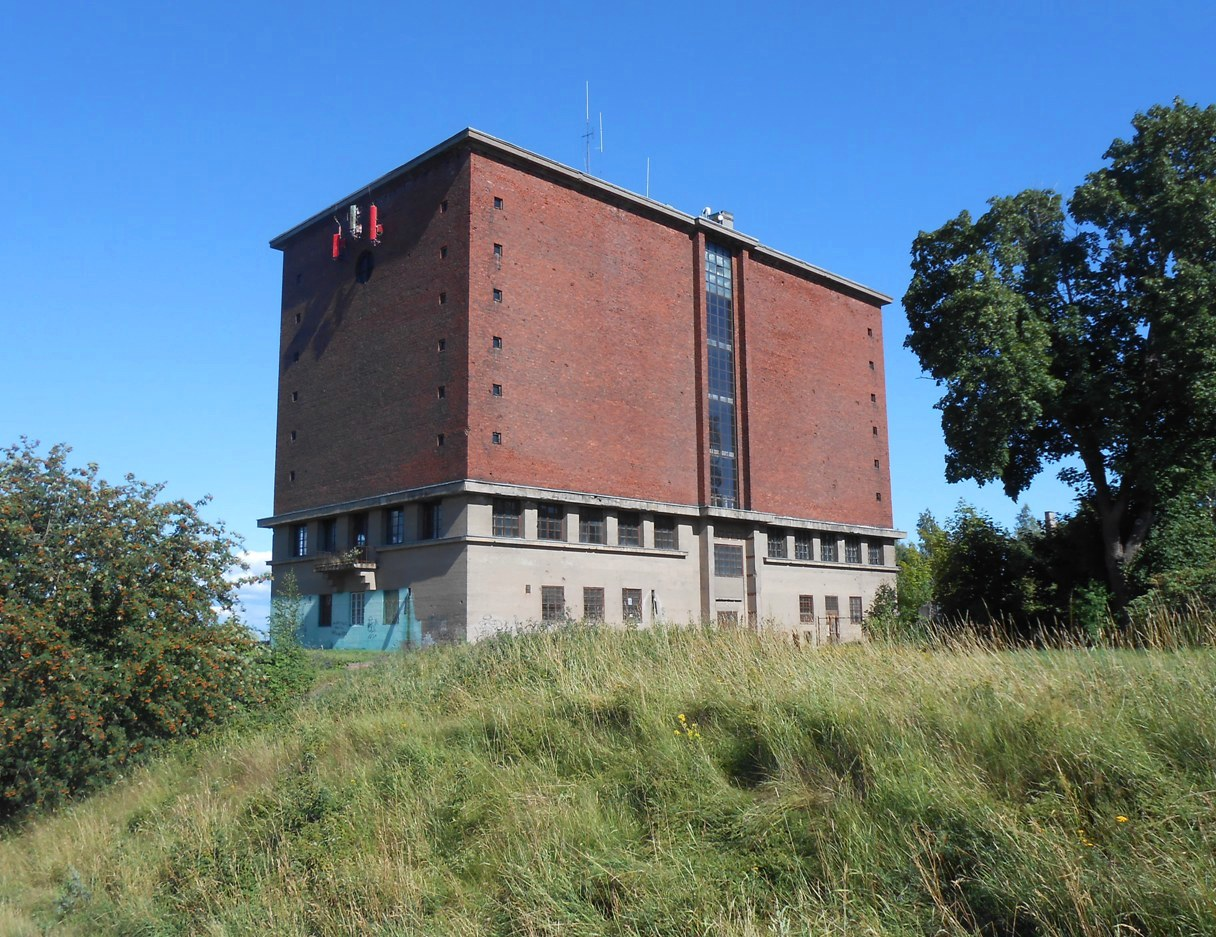
Водонапорная башня в Выборге

- Коммерческое здание Юхо Линнамо в Выборге. Построено в 1911, в 1912 — 1916 годах расширено (не сохранилось).
- Многоквартирный дом Массинена (вторая очередь), Ленинградское шоссе, 15, Выборг, 1913.
- Церковь на кладбище в Ристимяки, Выборг, 1915 (не сохранилась).
- Кооперативный дом, Приозерск, 1917.
- Памятник погибшим в Олонецком походе в Каменногорске.
- Жилой дом в Выборге, Школьный переулок, 3, 1927.
- Профессиональное училище в Выборге, ул. Крепостная, 57, 1930.
- Водонапорная башня, Выборг, 1930.
- Выборгский автовокзал, 1930.
- Туберкулёзная больница, Выборг, 1930.
- Сорвальская народная школа, Выборг, 1931.
- Лютеранская церковь прихода Вуоксенранта (посёлок Озёрское), 1934 — 1935.
- Здание фирмы Asunto Oy Brahenlinna, ул. Садовая, 6, Выборг, 1937.
- Перестройка гостиницы «Рауха», ул. Вокзальная, 4, Выборг, 1939.